# Jan Stiernstedt
Knut Johan (Jan) Thesleff Stiernstedt, född 9 juni 1925 i Uppsala, död 2 januari 2008 i Uppsala domkyrkoförsamling, var en svensk friherre, ämbetsman och författare.

## Biografi
Jan Stiernstedt var son till friherre Gordon Stiernstedt och hans hustru grevinnan Kate Stiernstedt, född Hamilton. Han växte upp i Stockholm och på släktgården Risberga i Östuna socken i Knivsta kommun.
Efter studentexamen 1944 vid Östra real började han samma år studera vid Uppsala universitet. Han blev vice ordförande i Uppsala studentkår 1949 och valdes till kårordförande 1951. Efter en fil. kand.-examen 1953 tjänstgjorde han som ombudsman vid Sveriges förenade studentkårer 1953 och 1957–1959, varvid han hade nära samarbete med organisationens ordförande Olof Palme. Under åren 1953–1957 arbetade han med militära och utrikespolitiska analyser vid Försvarsstaben.
Stiernstedt var sekreterare i 1957 års studentbostadsutredning (1957–1960). Han anställdes vid Ecklesiastikdepartementet 1959. Han utnämndes till departementsråd och chef för universitetsenheten 1965 och arbetade bland annat med budgetfrågorna för Sveriges universitet, högskolor och forskningsråd. Jan Stiernstedt var 1969–1979 expeditionschef i Utbildningsdepartementet.
Jan Stiernstedt var chef, därefter överdirektör, för Statens delegation för rymdverksamhet, nuvarande Rymdstyrelsen 1979–1989 där han bland annat medverkade till att Esrange (European Space Range) förlades till Sverige och Kiruna. Han representerade Sverige i ESRO:s (europeisk rymdforskning) samt i CERN:s råd (europeisk atomforskning). Stiernstedt var 1979–1981 ordförande i Europeiska rymdorganisationen.
Han blev ledamot av Vetenskapssamhället i Uppsala 1988 och var revisor i Nobelstiftelsen 1969–1990. Han hade även andra offentliga uppdrag, bland annat inom kultursektorn. Han belönades bland annat med den franska hederslegionen. 
Stiernstedt intresserade sig tidigt för litteratur och poesi. Han debuterade med lyriksamlingen ”Anstånd” 1951 och gav 1953 ut boken Uppsala med kulturkåserier. Stiernstedt bidrog även till att dokumentera universitets- och forskningspolitiken bland annat genom boken Sverige i rymden från 1997.
Jan Stiernstedt var, via mödernet och släkten Hamilton, ättling till Erik Gustaf Geijer. Han forskade om släkten Geijer och ordnade Geijers bibliotek som genom arv tillfallit hans mor. Han sammanställde även en krönika om släkten Stiernstedt som gavs ut 1997.
Stiernstedt gifte sig 1948 med Ulla Bruhner (1925–2021). De fick fyra barn, bland dem sonen Göran Stiernstedt. Jan Stiernstedt är begravd på Uppsala gamla kyrkogård.